# Supercoppa portoghese 2018 (pallavolo femminile)
La Supercoppa portoghese 2018 si è svolta il 30 settembre 2018: al torneo hanno partecipato due squadre di club portoghesi e la vittoria finale è andata per la quarta volta, la seconda consecutiva, al Leixões.

## Regolamento
Le squadre hanno disputato una gara unica.

## Squadre partecipanti
| Squadra    | Qualificazione                         | Ultima partecipazione      |
| ---------- | -------------------------------------- | -------------------------- |
| Leixões    | Vincitrice Primeira Divisão 2017-18    | Supercoppa portoghese 2017 |
| Porto 2014 | Vincitrice Coppa di Portogallo 2017-18 | Supercoppa portoghese 2016 |

## Torneo
| 30 settembre 2018 Pavilhão Gimnodesportivo de Vila Flor, Vila Flor Durata: 1h:02 - Spettatori: ? | Leixões | 3 - 1 | Porto 2014 | 25-15, 25-10, 25-12 |